# ロッツォロ
ロッツォロ（伊: Lozzolo）は、イタリア共和国ピエモンテ州ヴェルチェッリ県にある、人口約800人の基礎自治体（コムーネ）。

## 地理

### 位置・広がり
| 隣接するコムーネは以下の通り。括弧内のNOはノヴァーラ県所属を示す。 - ガッティナーラ - ロアージオ - セッラヴァッレ・セージア - ソステーニョ (BI) - ヴィッラ・デル・ボスコ (BI) |

## 姉妹都市
- カスティリオーネ・ダッダ、イタリア